# Helvetia-Cup 1991
Der Helvetia-Cup 1991 im Badminton fand in Warna statt. Es war die 20. Auflage dieser Veranstaltung.

## Endstand
| Platz | Land             |
| ----- | ---------------- |
| 1.    | Polen            |
| 2.    | Irland           |
| 3.    | Österreich       |
| 4.    | Wales            |
| 5.    | Bulgarien        |
| 6.    | Frankreich       |
| 7.    | Schweiz          |
| 8.    | Tschechoslowakei |
| 9.    | Spanien          |
| 10.   | Italien          |
| 11.   | Rumänien         |
| 12.   | Zypern           |